# Gail Dobson
Gail Dobson (* um 1950) ist eine US-amerikanische Jazzsängerin.

## Leben und Wirken
Gail Dobson war ab den späten 1960er-Jahren in der Jazzszene Kaliforniens aktiv; erste Aufnahmen entstanden 1972 mit dem Pianisten George Muribus. In den folgenden Jahren spielte sie in der Band ihres zweiten Manns, des Pianisten Smith Dobson, der 2001 starb. 1994 war sie Bandvokalistin in Ray Browns Big Band (Impressions of Point Lobos). Begleitet u. a. von Ben Goldberg, nahm sie 2003 das Album Parallel Reflections auf. Im Bereich des Jazz war sie laut Tom Lord zwischen 1972 und 2003 an 13 Aufnahmesessions beteiligt. Bis in die frühen 2020er-Jahre trat sie mit ihrer Gail Dobson and the Dobson Family Band auf. Sie unterrichtete an Musikschulen in Cupertino, Berkeley und San Francisco, außerdem beim Stanford Jazz Workshop.
Ihre Tochter ist die Sängerin Sasha Dobson.

## Diskographische Hinweise
- Now & Then (Open Path Music, 1998), u. a. mit Smith Dobson, Royal Hartigan, John Shifflett, Vince Lateano
- Parallel Reflections (Lifeforce Jazz, 2003)